# Lumpemburguesía
Lumpemburguesía es un término de inspiración marxista usado primordialmente en el contexto de las elites coloniales y neocoloniales de Latinoamérica, las cuales se volvieron muy dependientes y apoyaban a los poderes coloniales. El término es un híbrido proveniente del alemán lumpen (mendigo) y de la palabra burguesía; la antropóloga y escritora de ficción especulativa Ursula K. Le Guin utiliza el neologismo propietariado.

## Teoría
El término lumpemburguesía se atribuyó a André Gunder Frank en 1972, para describir un tipo de clase alta (mercaderes, abogados, industriales, etc.), la cual tiene poca autoconciencia o base económica y apoya a sus amos coloniales. El término se usa más frecuentemente en el contexto de Latinoamérica.
Cuando Frank decidió crear este neologismo del término lumpemproletariado (descastados) y burguesía porque -según él- mientras las elites burguesas de Latinoamérica y Europa se parecían en muchas cosas, estas tenían una gran diferencia. Las burguesías de Latinoamérica tenían la mentalidad del lumpemproletariado marxista, las cuales podían ser fácilmente manipulables para favorecer el sistema capitalista, aún a través del delito. De manera similar, las elites coloniales, mientras ellas mismas no se involucraban en actividades delincuenciales, contribuían negativamente a la economía local ayudando a los explotadores extranjeros. Los recursos y bienes de las colonias eran deseados por las potencias coloniales y para conseguirlos éstas incorporaban a las élites locales en su sistema, convirtiéndolos en intermediarios entre los ricos compradores coloniales y los pobres productores locales. Así, el bienestar de las élites locales dependía cada vez más de la explotación y el comercio, tomando el superávit de la producción de las colonias y extrayendo la ganancia y transfiriendo los bienes a los compradores coloniales en Europa. Frank describió este tipo de sistema económico como lumpendesarrollo y los países afectados por él como lumpenestados.